# Regiones de Estados Unidos

Las cuatro regiones de la Oficina del Censo de los Estados Unidos separadas por color, con las 9 divisiones separadas por sombreado.

Las regiones de Estados Unidos son áreas dentro de las fronteras de los Estados Unidos, sin incluir los estados, el distrito federal de Washington D. C. o subentidades estándares, como ciudades o condados.
No confundir con Regiones naturales de Estados Unidos.
Existen interminables variaciones y agrupaciones posibles, dado que la mayor parte de estas divisiones no están definidas por fronteras geográficas o culturales y así podemos fijar divisiones interestatales e intraestatales, oficiales y no oficiales, regiones culturales y regiones históricas o desaparecidas.
Por ello, a continuación se muestran solamente las regiones definidas por leyes o regulaciones del Gobierno federal de los Estados Unidos.

## Regiones oficiales

### Regiones de la Oficina del Censo

Regiones de la Oficina del Censo.

La Oficina del Censo de los Estados Unidos define cuatro regiones y nueve divisiones oficiales a efectos estadísticos, y es el sistema de clasificación generalmente más utilizado:
- Región 1 (Región Noreste)
  - División 1 (Nueva Inglaterra)
    - Connecticut
    - Maine
    - Massachusetts
    - Nuevo Hampshire
    - Rhode Island
    - Vermont

  - División 2 (Atlántico Medio)
    - Nueva Jersey
    - Nueva York
    - Pensilvania
- Región 2 (Región Medio Oeste)
  - División 3 (Centro Noreste) 
    - Illinois
    - Indiana
    - Míchigan
    - Ohio
    - Wisconsin

  - División 4 (Centro Noroeste) 
    - Dakota del Norte
    - Dakota del Sur
    - Iowa
    - Kansas
    - Minesota
    - Misuri
    - Nebraska
- Región 3 (Región Sur)
  - División 5 (Atlántico Sur)
    - Carolina del Norte
    - Carolina del Sur
    - Delaware
    - Distrito de Columbia
    - Florida
    - Georgia
    - Maryland
    - Virginia
    - Virginia Occidental

  - División 6 (Centro Sureste)
    - Alabama
    - Kentucky
    - Misisipi
    - Tennessee

  - División 7 (Centro Suroeste)
    - Arkansas
    - Luisiana
    - Oklahoma
    - Texas
- Región 4 (Región Oeste)
  - División 8 (Montañas)
    - Arizona
    - Colorado
    - Idaho
    - Montana
    - Nevada
    - Nuevo México
    - Utah
    - Wyoming

  - División 9 (Pacífico)
    - Alaska
    - California
    - Hawái
    - Oregón
    - Washington

Puerto Rico y otros territorios de los Estados Unidos no forman parte de ninguna región o división del censo.

### Regiones federales estándar

Regiones federales.

Las diez regiones federales estándar establecidas por la OMB Office of Management and Budget (Oficina de Dirección y Presupuesto), circular A-105, «Standard Federal Regions» (Regiones Federales Estándar) en abril de 1974 y requeridas por todas las agencias ejecutivas del gobierno. En años recientes, algunas agencias han adaptado sus estructuras de campaña para unificar necesidades de programación y facilitar la interacción con homólogos locales, estatales y regionales. Sin embargo, la OMB todavía debe aprobar cualquier desviación.
- Región I: Connecticut, Maine, Massachusetts, Nuevo Hampshire, Rhode Island, Vermont
- Región II: Nueva Jersey, Nueva York, Puerto Rico, Islas Vírgenes de los Estados Unidos
- Región III: Delaware, Distrito de Columbia, Maryland, Pensilvania, Virginia, Virginia Occidental
- Región IV: Alabama, Florida, Georgia, Kentucky, Misisipi, Carolina del Norte, Carolina del Sur, Tennessee
- Región V: Illinois, Indiana, Míchigan, Minesota, Ohio, Wisconsin
- Región VI: Arkansas, Luisiana, Nuevo México, Texas, Oklahoma
- Región VII: Iowa, Kansas, Misuri, Nebraska
- Región VIII: Colorado, Montana, Dakota del Norte, Dakota del Sur, Utah, Wyoming
- Región IX: Arizona, California, Hawái, Nevada (Samoa Americana, Guam, Islas Marianas del Norte, Territorio en Fideicomiso de las Islas del Pacífico)
- Región X: Alaska, Idaho, Oregón, Washington

### Circuitos judiciales

Circuitos judiciales estadounidenses.

Designado por el Congreso, el sistema de tribunales federales está dividido en once circuitos judiciales, cada uno con su propia Corte de Apelaciones (también hay una Corte de Apelaciones para el Distrito de Columbia y una Corte de Apelaciones para el Circuito Federal, ambos con sede en Washington D. C. y tienen jurisdicciones especiales, no geográficas).
- Primer Circuito, sede del tribunal en Boston (Massachusetts)
- Segundo Circuito, sede del tribunal en Nueva York (Nueva York)
- Tercer Circuito, sede del tribunal en Filadelfia (Pensilvania)
- Cuarto Circuito, sede del tribunal en Richmond (Virginia)
- Quinto Circuito, sede del tribunal en Nueva Orleans (Luisiana)
- Sexto Circuito, sede del tribunal en Cincinnati (Ohio)
- Séptimo Circuito, sede del tribunal en Chicago (Illinois)
- Octavo Circuito, sede del tribunal en San Luis (Misuri)
- Noveno Circuito (los lugares de reunión varían desde California hasta Alaska, pero la sede central está en San Francisco (California)
- Décimo Circuito, sede del tribunal en Denver (Colorado)
- Undécimo Circuito, sede del tribunal en Atlanta (Georgia)
- Circuito del Distrito de Columbia, sede del tribunal en Washington D. C.

### Bancos de la Reserva Federal

Distritos de la Reserva Federal.

La ley de Reserva Federal de 1913 dividió el país en doce regiones con un Banco de la Reserva en cada una.
1. Boston
2. Nueva York
3. Filadelfia
4. Cleveland
5. Richmond
6. Atlanta
7. Chicago
8. San Luis
9. Mineápolis
10. Kansas City
11. Dallas
12. San Francisco

### Husos horarios

Husos horarios de los EE. UU.

Los Estados Unidos tienen las siguientes husos horarios:
- UTC−12:00 (Isla Baker, Isla Howland)
- UTC -11 (Samoa Americana, Isla Jarvis, Arrecife Kingman, Islas Midway, Atolón Palmyra)
- Tiempo de Hawái-Aleutiano (Hawái, Islas Aleutianas, Atolón Johnston)
- Tiempo de Alaska (Alaska, excluidas las Islas Aleutianas)
- Tiempo del Pacífico
- Tiempo de la montaña
- Hora estándar del centro
- Horario del este
- Tiempo del Atlántico (Puerto Rico, Islas Vírgenes)
- UTC +10 (Guam, Islas Marianas del Norte)
- UTC +12 (Isla Wake)

### Regiones de la Oficina de Reclamaciones

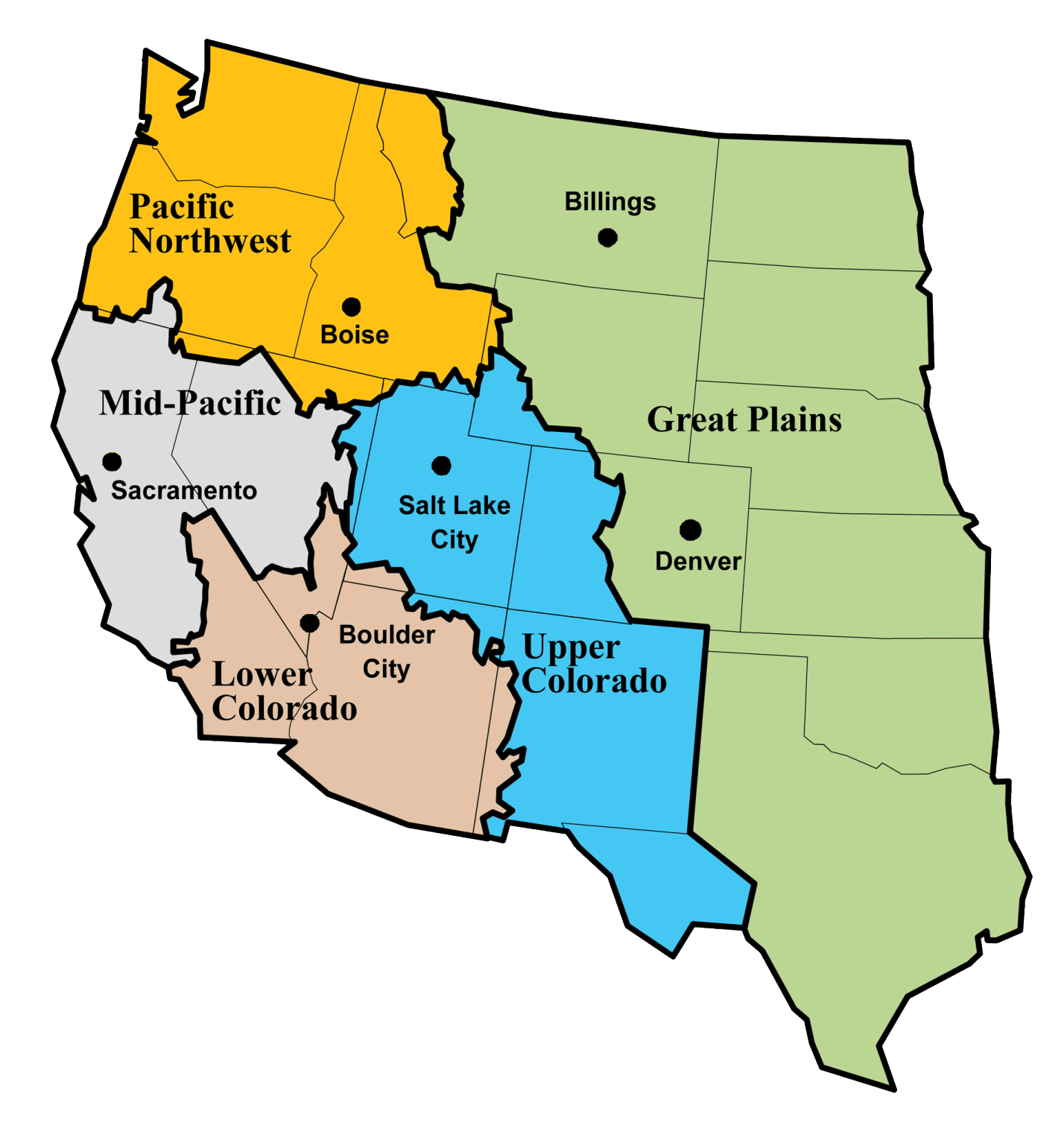
Regiones de la Oficina de Reclamaciones.

La Oficina de Reclamaciones (antes Servicio de Reclamaciones de los Estados Unidos) es una agencia dependiente el Ministerio del Interior estadounidense y supervisa la administración de recursos acuáticos, y específicamente se aplica a la vigilancia, operación, o ambas, de numerosas desviaciones acuáticas, entrega y almacenaje y a los proyectos de generación de energía hidroeléctrica construidos a lo largo del oeste de los Estados Unidos.
La Oficina de Reclamaciones divide el Oeste de Estados Unidos en cinco regiones:
- Región de las Grandes Llanuras - Billings (Montana)
- Región del Bajo Colorado - Boulder City (Nevada)
- Región del Pacífico Medio - Sacramento (California)
- Región del Pacífico Noroeste - Boise (Idaho)
- Región del Alto Colorado - Salt Lake City (Utah)